# Gabrielle Robinne
Gabrielle Robinne all'anagrafe Gabrielle Anna Charlotte Robinne (Montluçon, 1º luglio 1886 – Saint-Cloud, 18 dicembre 1980) è stata un'attrice francese.
Attrice di teatro e cinema con più di 60 anni di carriera.

## Biografia
Robinne fu allieva di Maurice de Féraudy al Conservatoire national supérieur de musique et de danse de Paris. Nel 1904 entrò nella compagnia di Sarah Bernhardt e, per un anno, fece parte del Teatro Michajlovskij di San Pietroburgo in Russia. Nel 1907 iniziò la sua carriera alla Comédie-Française, di cui fu membro dal 1924 al 1937. Il suo debutto nel cinema avvenne nel 1906 con il cortometraggio Le Troubadour, diretto dal regista Segundo de Chomón, che fece di lei la prima star francese dell'era del cinema muto.

## Vita privata
Sposata con l'attore René Alexandre dal 1912 fino alla sua morte nel 1946. Non si è mai risposata.

## Onorificenza conferita
- Legion d'onore

## Filmografia

### Cinema
- Le Troubadour, regia di Segundo de Chomón - cortometraggio (1906)
- L'Assassinat du duc de Guise, regia di André Calmettes e Charles Le Bargy - cortometraggio (1908)
- Le Retour d'Ulysse, regia di André Calmettes e Charles Le Bargy - cortometraggio (1909)
- L'Évadé des Tuileries, regia di Albert Capellani - cortometraggio (1910)
- Amour de page, regia di Georges Denola - cortometraggio (1911)
- Le Roman d'un jour, regia di Albert Capellani - cortometraggio (1911)
- Le foyer perdu, regia anonima - cortometraggio (1911)
- Le Petit chose, regia di Georges Monca - cortometraggio (1912)
- Le dédale, regia di René Leprince - cortometraggio (1912)
- Coeur de femme, regia di René Leprince e Ferdinand Zecca - cortometraggio (1913)
- La Reine de Saba, regia di Henri Andréani - cortometraggio (1913)
- Les deux noblesses, regia di René Leprince - cortometraggio (1913)
- La Comtesse noire, regia di René Leprince e Ferdinand Zecca - cortometraggio (1913)
- Plus fort que la haine, regia di René Leprince e Ferdinand Zecca (1913)
- Le Roi de l'air, regia di René Leprince e Ferdinand Zecca - cortometraggio (1913)
- La Leçon du gouffre, regia di René Leprince e Ferdinand Zecca (1913)
- Le Roi du bagne, regia di René Leprince (1913)
- God's Warning, regia anonima - cortometraggio (1914)
- La lutte pour la vie, regia di René Leprince e Ferdinand Zecca (1914)
- La Danse héroïque, regia di René Leprince e Ferdinand Zecca - cortometraggio (1914)
- La Jolie Bretonne, regia di René Leprince e Ferdinand Zecca - cortometraggio (1914)
- La morte dei figli di Re Eduardo (Les enfants d'Édouard), regia di Henri Andréani - cortometraggio (1914)
- Tempête d'amour, regia di René Leprince - cortometraggio (1914)
- Le Calvaire d'une reine, regia di René Leprince e Ferdinand Zecca (1915)
- Le Vieux cabotin, regia di René Leprince e Ferdinand Zecca - cortometraggio (1915)
- The Shadow of Doubt, regia anonima - cortometraggio (1915)
- Le Malheur qui passe, regia di Georges Monca - cortometraggio (1915)
- Le Noël d'un vagabond, regia di René Leprince e Ferdinand Zecca - cortometraggio (1915)
- Blessure d'amour, regia anonima (1916)
- Le Mot de l'énigme, regia di Georges Monca (1916)
- Zyte, regia di Georges Monca (1916)
- È per gli orfanelli (C'est pour les orphelins), regia di Louis Feuillade - cortometraggio (1916)
- La Proie, regia di Georges Monca (1917)
- La Chanson du feu, regia di Georges Monca (1917)
- Le Dédale, regia di Jean Kemm (1917)
- Le vol suprême, regia di René Plaissetty (1917)
- La Bonne hôtesse, regia di Georges Monca (1917)
- La vie d'une reine, regia di René Leprince (1917)
- La Route du devoir, regia di Georges Monca (1918)
- L'Expiation, regia di Camille de Morlhon (1918)
- Les larmes du pardon, regia di René Leprince e Ferdinand Zecca (1919)
- Destinée, regia di Armand du Plessy e Gaston Mouru de Lacotte (1922)
- Fleur du mal, regia di Gaston Mouru de Lacotte - cortometraggio (1923)
- Lucile, regia di Georges Monca (1927)
- Les Deux Couverts, regia di Léonce Perret - cortometraggio (1935)
- Rasputin (La tragédie impériale), regia di Marcel L'Herbier (1938)
- Adriana Lecouvreur (Adrienne Lecouvreur), regia di Marcel L'Herbier (1938)
- Ragazze in pericolo (Jeunes filles en détresse), regia di Georg Wilhelm Pabst (1939)
- Spade al vento (Le capitan), regia di Robert Vernay (1946)
- Rendez-vous à Paris, regia di Gilles Grangier (1947)
- Hyménée, regia di Émile Couzinet (1947)
- La Prostitution, regia di Maurice Boutel (1963)
- Le Journal d'un suicidé, regia di Stanislav Stanojevic (1972)